# Sant Gregori
Sant Gregori ist eine katalanische Gemeinde in der Provinz Girona im Nordosten Spaniens. Sie gehört zur Comarca Gironès und liegt etwa 7 Kilometer westlich der Provinzhauptstadt Girona.